# Pala (músico)
Carlos Palacio (Yarumal, Colombia, 22 de mayo de 1969), conocido como Pala por el apócope de su apellido, es un cantautor y poeta colombiano, considerado por la crítica especializada como uno de los mejores letristas de su género en el país. 
Ha recibido en Colombia, entre otras distinciones, el Premio Nacional de Literatura UdeA, el Premio Nacional de Música del Ministerio de Cultura, la Orden al Mérito Artístico Juan del Corral y el Premio de Poesía Alcaldía de Medellín. En España le han sido concedidos el Premio Internacional de Poesía Miguel Hernández, el Premio Internacional de Poesía Antonio Machado en Baeza, el Premio Internacional de Poesía José de Espronceda y el Premio Jaén de Poesía.
Es, además, médico, filólogo hispanista y docente universitario.
En sus canciones no sólo hay uso de metáforas, humor e ironía, sino también intertextualidad con la creación estética de diversos artistas del canon universal. Sus temas principales son el amor, el carpe diem, la historia e idiosincrasia colombianas, y la urgencia de romper con una mentalidad conservadora, inquisitorial y ultracatólica.

## Biografía

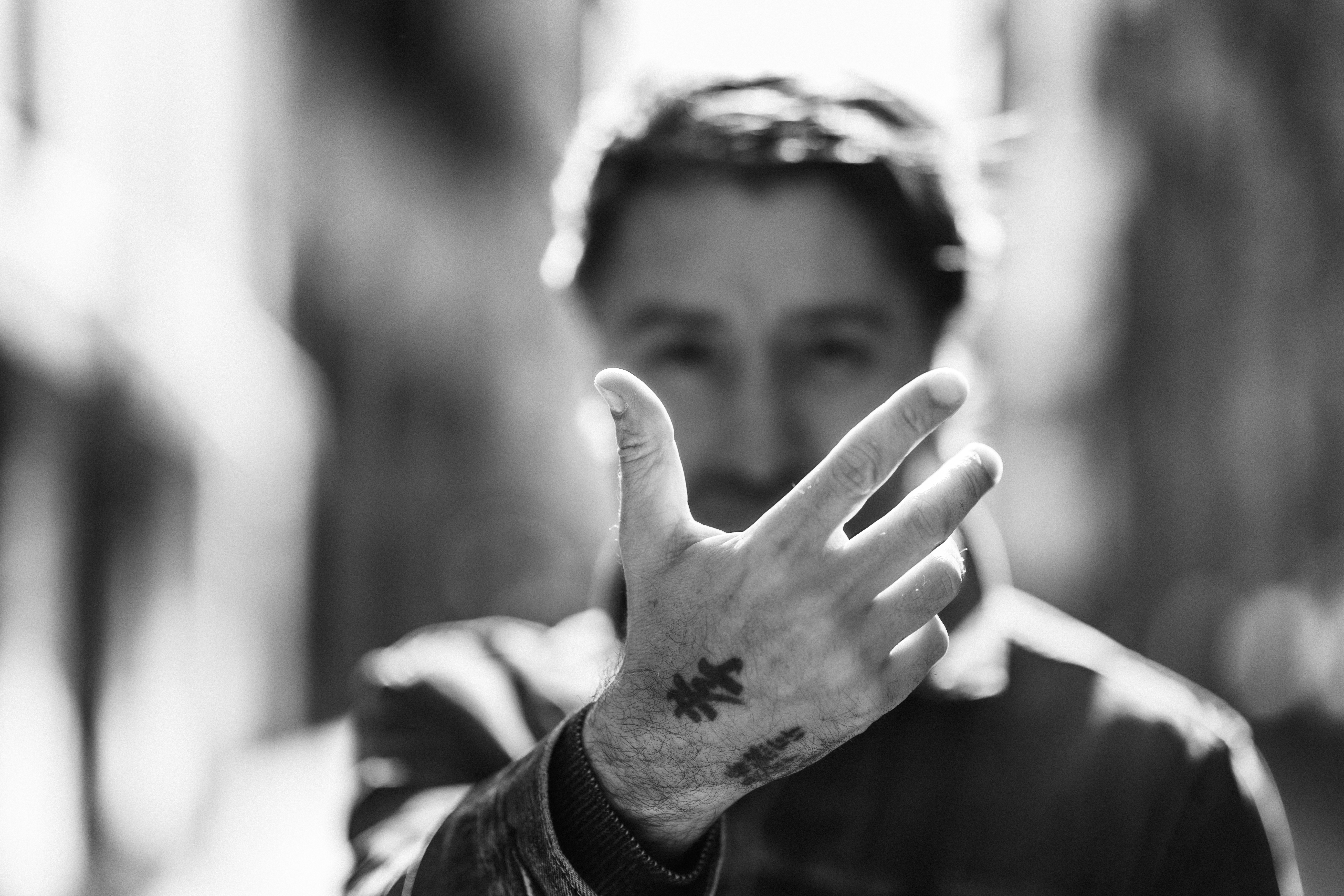
Caros Palacio, Pala. Foto por Jesús Cornejo

Vivió en Yarumal hasta los 14 años. Luego se  trasladó a Medellín para estudiar en el Colegio de San Ignacio de Loyola. Estudió medicina de la Universidad Pontificia Bolivariana de Medellín, aunque sólo ejerció esa profesión por un par de años. Se ha dedicado por más de veinticinco años al oficio de escribir canciones luego de adelantar estudios de música en el Instituto Superior de Artes de La Habana (Cuba). Obtuvo, además, el título de filólogo hispanista en la Universidad de Antioquia.

### Carrera musical

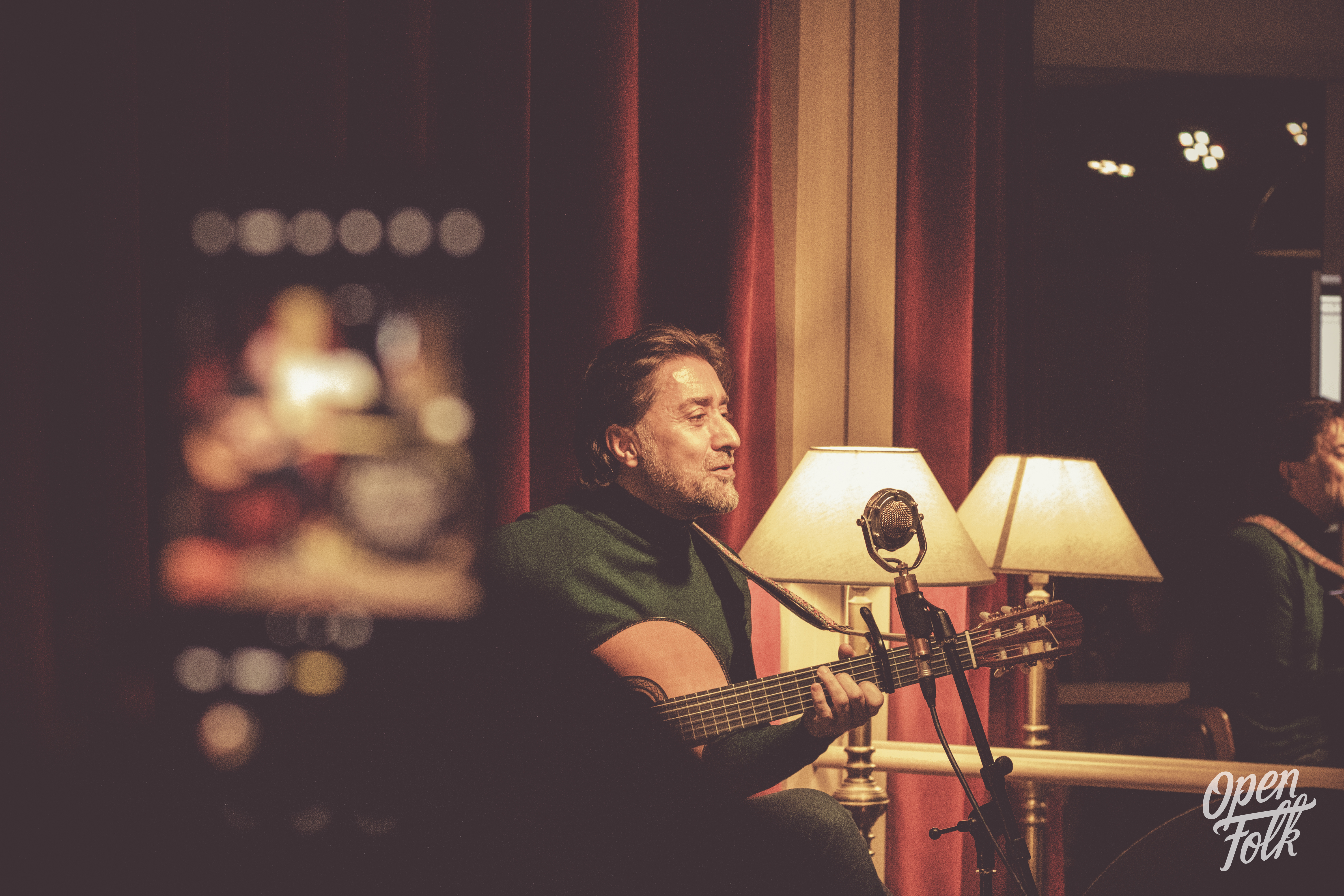
Pala en Madrid. Foto Open Folk.

Su ópera prima fue Amnesialand (2001), que contó con la participación de Thom Russo, conocido por su trabajo con artistas como Michael Jackson, Cher y Eric Clapton. La canción que da nombre al disco fue elegida como la número uno del año 2004 por la Radiodifusora Nacional de Colombia.
En su segundo álbum, Colombianito (2004), contó con la participación del ingeniero argentino Eduardo Bergallo, que trabajó con artistas como Soda Stereo, Charly García y Fabiana Cantilo. Este álbum incluye la canción Casa grande, ganadora del concurso Exhimus, enmarcado en la celebración de los 180 años del Museo Nacional de Colombia.
Luego de trasladarse a Bogotá, produjo su tercer trabajo Palabras (2007), que lo llevó a Pala a radicarse en Buenos Aires, Argentina. La canción Bogotá, incluida en este álbum, obtuvo el primer lugar en el concurso Música en movimiento, convocado por TransMilenio y la Alcaldía de Bogotá en el año 2006.
Presentado al público en las primeras semanas de febrero de 2008 en Bogotá, el disco Socios ociosos, su cuarto trabajo, fue compuesto y grabado en compañía del compositor bogotano Andrés Correa, representando un atractivo ejercicio de composición colectiva.
A partir del éxito de Palabras, en Buenos Aires se le propuso grabar uno más: Yo y ya  (2010). Participan artistas de la talla de Dani Castro (Vicentico) y Dani Buira (Piojos, Vicentico, La Chilinga). En la ingeniería de sonido estuvieron Natalia Perelman y el icónico Walter Chacón (Los Rodríguez, Los Fabulosos Cadillacs, Vicentico, Calamaro). Elegido por la Revista Semana como uno de los 10 mejores álbumes publicados en Colombia durante el 2010.
En Medellín grabó El origen de las especias (2012), álbum doble en formato acústico, con 12 temas inéditos, nueve versiones y un cóver. Constituye un retrato intimista que revela la visión del músico a su regreso a su ciudad tras casi 12 años de distancia. Un reencuentro con los lenguajes colombianos, con las sonoridades elementales y con los temas básicos.
En el Teatro Metropolitano de Medellín grabó en vivo el DVD Pala en un viaje sinfónico (2013), junto a la Banda Sinfónica de la Red de Escuelas de Música de Medellín. Este trabajo le mereció el Premio Nacional de Música del Ministerio de Cultura de Colombia.
Su séptimo álbum, Maleviaje (2014), grabado en la ciudad de Madrid (España) y producido por el ganador del Grammy Carles Campi Campón (Natalia Lafourcade, Jorge Drexler, Vetusta Morla), representa un experimento creativo desde las sonoridades del tango y utilizando el parlache, la jerga barrial de Medellín, como elemento nuclear de los textos. Cuenta con la participación como artista invitado del ganador del Premio Oscar, el uruguayo Jorge Drexler con la canción La deuda.
En el 2016 presenta Alamar, su octavo álbum, producido de nuevo por Carles Campi Campón, con arreglos del laureado Juancho Valencia (ChocQuibTown, Maité Hontelé, Puerto Candelaria) y con la participación de algunos de los más importantes instrumentistas del género tropical. Alamar representa una novedosa experimentación en su discografía por primera vez acompañado por un formato caribeño, con el tres cubano como gran protagonista. Grabado en Medellín y Madrid, este álbum es el homenaje a la música y a la literatura del Caribe, así como a Cuba, país donde adelantó sus estudios musicales.
El siglo del loro (2020), su noveno álbum de estudio, es un homenaje al Siglo de Oro de la literatura española y está compuesto por doce sonetos escritos y musicalizados por Pala. Lo acompañan como artistas invitados algunos de las más representativas voces de la canción de autor en castellano entre quienes se encuentran Pedro Guerra, Marta Gómez, El Kanka, Rozalén, Javier Ruibal, Coque Malla, El David Aguilar y Jorge Drexler, entre otros.
En el 2021 es distinguido por el Concejo de Medellín con la Orden Juan del Corral al Mérito Artístico.
En el segundo semestre de 2024 inicia la presentación de los primeros sencillos de su nuevo álbum, con el sello ALTAFONTE ESPAÑA.

### Carrera literaria
En 2013 presenta Pasacintas, libro de sonetos editado por Otrocontar, Casa editorial de Buenos Aires. Según él, no es un libro de poesía, pues lo considera como un ejercicio para afinar la composición de canciones. El libro se compone de sonetos ambientados en cuatro de las ciudades de sus afectos: La Habana, Bogotá, Buenos Aires y Medellín.
En el 2017 presenta su segundo libro, Así se besa un cactus, un poemario de verso libre y verso rimado sobre el amor y el desamor. Este poemario fue uno de los tres finalistas del concurso Entreversos de Venezuela, juzgado, entre otros, por Antonio Gamoneda (Premio Cervantes) y Gioconda Belli.
En el 2020 recibe el Premio Internacional de Poesía Miguel Hernández, Comunidad Valenciana 2020, por su obra Abajo había nubes.
En el 2021 recibe el Premio de Poesía Alcaldía de Medellín por su poemario Pasado impredecible.
En el 2021 recibe el Premio Internacional de Poesía Antonio Machado en Baeza, España, por su poemario En el abrazo de la sílaba.
En el 2022 recibe el Premio Internacional de Poesía José de Espronceda, en España, por su poemario La vocación del remo.
En el 2023 recibe el Premio Jaén de Poesía, en España, por su poemario Gramática del asombro.
En el 2024 le es concedido en Colombia el Premio Nacional de Literatura UdeA por su libro Taxidermia del instante.

### Carrera docente
Ha dictado la cátedra de Poesía y Creación poética en el Departamento de Filología Hispánica de la Universidad de Antioquia y ha sido profesor de la Maestría de Música de la Facultad de Artes del mismo centro docente.
Ha dictado cursos de métrica clásica, creación poética y escritura poética aplicada a la canción en Colombia, Argentina, México y España.
Es además, fundador de La Cofradía de la Palabra, uno de los más activos grupos virtuales dedicados a la divulgación y promoción de la escritura poética en formas clásicas y que en 2025 cuenta con más de 2000 miembros de 16 países.

## Discografía

### Álbumes de estudio
- Amnesialand (2001).
- Colombianito (2004).
- Palabras (2007).
- Socios Ociosos (2008), junto a Andrés Correa.
- Yo y ya (2010).
- El origen de las especias (2012).
- Maleviaje (2014).
- Alamar (2016).
- El siglo del loro (2020).

### DVD
- Pala en un viaje sinfónico (2013).

## Libros

### Poesía
- Pasacintas (2014).
- Así se besa un cactus (2017).
- Abajo había nubes (2020)
- Pasado impredecible (2021)
- En el abrazo de la sílaba (2021)
- La vocación del remo (2022)
- Gramática del asombro (2023)
- Taxidermia del instante (2024)